# Comuna Ucea, Brașov
Ucea este o comună în județul Brașov, Transilvania, România, formată din satele Corbi, Feldioara, Ucea de Jos (reședința) și Ucea de Sus.

## Istoric
Satul Ucea de Jos este situat în Țara Făgărașului pe șoseaua națională Brașov-Făgăraș-Sibiu și de-a lungul râului cu același nume, Ucea. În vechime configurația satului era alta. Înșiruirea actuală a satului de-a lungul rîului menționat datează doar din anul 1843. Înainte de această dată, satul era așezat partial pe drumul ce duce de la Ucea la Corbi, adică pe un segment din drumul national de pe vremuri din Țara Făgărașului, rămas pînă astăzi sub denumirea de “Calea țării”.
Datorită unui incendiu care a distrus partea de răsărit a satului (după o altă tradiție datorită molimei), locuitorii rămași fără locuințe și-au construit altele de-a lungul rîului Ucea, satul căpătînd configurația actuală. Vechea vatră a satului se putea constata pînă nu demult.
Denumirea de Ucea a localității are corespondențe și în alte limbi și țări. Iată denumiri similar ale unor localități din alte țări: Ucia staraia, Ucia bolșaia (numele unui rîu din apropierea Moscovei), Ucialy și Ucialla, toate patru din Rusia; Utschendorf din Polonia; Ucenfu din China; Utschthal din Austria și Utsjoki din Finlanda. S-ar putea spune că toate aceste denumiri provin dintr-o rădăcină comună “uci”. Walter Scheiner afirma într-un articol dintr-o enciclopedie că denumirea de Ucea ar proven din limba turcă sau tătară și trebuie pusă în legătură cu celelalte denumiri amintite. În Polonia există chiar o regiune întreagă denumită Uci. Explicarea etimologică, toponimică, istorică și relațională a numelui de Ucea rămîne pe seama specialiștilor. În București există „Strada Ucea“, din care se desprinde „Aleea Ucea“. O vale din Munții Făgăraș se numește „Ucea Mare“, iar alta „Ucișoara“. De la denumirea satului se trage și numele de familie Uceanu, existent în România, ca și cel de Ucenescu.
În ceea ce privește vechimea satului Ucea de Jos, pot fi indicate (în urma unei cercetări incomplete) trei documente istorice. Într-un document din anul 1223, regele Ungariei Andrei al II-lea confirmă existența unor sate romînești din Țara Făgărașului între care și Ucea. Dacă în anul 1223, satul Ucea și celelalte sate romînești existau, înseamnă că toate acestea, ca și romînii care le locuiau, erau mai vechi, existau înainte de anul 1223. A doua insemnare documentară este în legătură cu Radu cel Frumos, domnul Țării Romînești (1462-1475) și datează din anul 1473. Al treilea document istoric datează din anul 1509. De data aceasta este vorba despre o sentință dată de scaunul judecătoresc, alcătuit din 12 boieri jurați, sub prezidiul căpitanului suprem al Făgărașului, Paul Thomony, prin care se confiscă moșiile dintre Ucea și Corbi ale boierilor Bursan de Ucea și ale văduvei Ana Ziin din Ucea, aceasta fiind denumită in document “marea trădătoare din Ucea”. Acești doi boieri împreună cu alți doi boieri din vecinătate au declanșat o răscoală populară împotriva stăpînirii maghiare, menită să elibereze Țara Făgărașului și s-o aducă sub oblăduirea Domnului Țării Românești, pe atunci Mihnea Vodă, numit cel Rău, așa cum se mai aflase aproape un veac, între anii 1366-1464. Răscoala n-a reușit și celor patru boieri, socotiți infideli castrului și trădători ai țării, li s-au confiscat moșiile și date boierilor credincioși stăpînirii maghiare: Coman, Vladimir, Stanislau, Bărbat, Barbu, Toma, Vlad și Radu din Ucea. Este de remarcat că în cele trei documente istorice vechi menționate se folosește doar denumirea de Ucea, fără să se specifice dacă e vorba de Ucea de Jos sau de Ucea de Sus. Această impecizie se întîlnește în documentele istorice vechi și cu privire la alte localități din Țara Făgărașului.
În aprecierea vechimii satelor de pe Țara Făgărașului și încercarea de a ști care sunt mai vechi, cele de pe lângă Olt sau cele de sub munte, trebuie avut în vedere și luat în considerare faptul că în trecutul îndepărtat pădurile subcarpatice coborau până în vecinătatea Oltului. Cu trecerea timpului, oamenii înmulțindu-se au despădurit treptat dinspre Olt spre munte, spre a-și asigura lemnele de foc și teren pentru culturile agricole. Când s-a ajuns cu despăduritul până aproape de poalele munților, au luat ființă și așezările omenești, respectiv satele “de Sus”. Deci, Ucea de Jos e o așezare omenească apărută cu mult înaintea celei “de Sus”. Însuși drumul de țară ce trecea prin Ucea de Jos, Corbi, Viștea de Jos și mai departe de-a lungul Oltului dovedește vechimea mai mare a acestor sate.
Conscripțiile din anii 1713, 1721-1722, 1733, 1839, 1893, 1900, 1904, 1910 și 1915 ne dau informații despre numărul locuitorilor, structura socială, numele boierilor, iobagilor și al altora, starea materială, categoria etnică privind locuitorii satului Ucea de Jos. Cu titlul de exemplu, prezentăm statistica anului 1910. În anul 1910, Ucea de Jos avea 1054 locuitori, 407 copii și adolescenți și 56 de persoane se aflau în străinătate. În anul 1910, în Ucea de Jos nu era nicio persoană divorțată.
- Statistica pe etnii:

- 920 erau români,
- 115 unguri
- 19 germani
- Statistica pe genuri

- 502 bărbați,
- 552 femei
- Starea civilă:

- 548 necăsătoriți,
- 428 căsătoriți
- 79 văduvi și văduve.
În anul 1584, figura ca boier de scaun în Făgăraș, Vladimir de Ucea, iar în anii 1607, 1620, 1625 și 1639, boierul Oprea Băcilă din Ucea este menționat ca asesor și apoi jurat. Decurionul boierilor din anii 1721-1722 și 1726 era boierul Alde Băcilă de Ucea. Ca “villicu” (jude, primar), în anul 1722 era iobagul Iuon Cocoș, iar în anul 1726 era iobagul Stan Veru.
Satul Ucea de Sus situat pe malul stang al raului Ucea, la poalele muchiei Tărâța.
Prima atestare documentara a satului dateaza din 1509 si este o sentinta judecatoreasca a scaunului Fagaras - 12 jurati prezidati de capitanul suprem Paul Thomony - confisca mosiile dintre Ucea si Corbi ale unor nobili ce se rasculasera si voiau sa dea Tara Fagarasului domnului muntean Mihnea Vodă cel Rău. Numele satului provine de la Valea Ucea Mare.
Satul Corbi asezat pe valea cu acelasi nume, micuta asezare a făcut parte in secolele XV-XVI din boieronatul Ucei. Inca de la prima atestare documentara in anul 1509, satul este pomenit ca fosta stapanire a lui Barsan de Ucea si a Anei Ziin din acelasi sat, care le-au pierdut datorita participarii la actiunile boierilor fagaraseni din anul precedent, legate de readucerea tarii sub dominatia domnului muntean Mihnea Voievod. Din acest motiv si pentru 50 de florini dati pentru intretinerea cetatii, boierii Coman de Ucea si fiii sai, Vladimir, Stanislav, Barbat, Barbul, Toma, si Radul au primit posesiunile razvratitilor impreuna cu 14 familii de tigani inscrise nominal (Puscariu, Fragmente, IV, p. 74-77). Satul Corbi va constitui parte integranta a boieronatului format impreuna cu satele Ucea de Jos si Ucea de Sus. Unitatea boieronatului s-a ținut și în secolul următor, în sensul ca părțile condivizionarilor erau stabilite nu pentru fiecare din cele trei sate, ci la nivelul întregului boieronat. Astfel in anul 1625, Oprea Băcilă, Stoica Băcilă, Petrașcu Sile, Stanciul Sile, Grigore si Ioan Radu dețineau o treime din boieronatul format din satele Ucea de Jos, Ucea de Sus si Corbi (Pușcariu, Fragmente, IV, p. 209-211). Urbariile din secolul al XVII-lea dovedesc de asemenea ca satul folosea în comun cu terenurile, padurile si apele din hotarele lor (Prodan, Urbariile, I, p. 229-235)
Numele satului ar putea să provină de la ocupaîia tradițională a locuitorilor săi: cărbunii de lemn care este si obligatia principala a lor fata de cetate (Prodan, Urbariile, I, p. 229).
Satul Feldioara este amintit în documentele vechi (Actul Capitlului din Alba Iulia, datat 1 mai 1307 prin care i se face cunoscut lui Ladislau, voievodul Transilvaniei, ca dand urmare cererii lui, a trimis pe magistrul lor, Marcel impreuna cu nobilul Osvald din Calnic la satul Feldioara, unde acestia au convocat vecinii si megiesii, de jur imprejur si in prezenta lor s-a constatat hotarele „dupa semnele vechi si adevarate"). Satul este atestat încă de la începutul secolului al XIII-lea sub numele oficial unguresc de Földvár, ceea ce înseamnă în românește teren fortificat, (de la ruinele castrului roman din apropiere), păstrându-și aceasta denumire până la Marea Unire a Transilvaniei cu Regatul României din 1 decembrie 1918, când i s-a dat numirea oficială de Feldioara folosită din moși-strămoși în vorbirea curentă. Sașii numeau si numesc si azi satul Marienburg, pe romaneste castelul Mariei. În documentele din anul 1307 găsim că satul Feldioara aparținea comitatului (judetului) Alba, iar in anii 1871-1875, in actele arhivei Cartilor funduare din Făgăraș îl găsim încadrat in comitatul Albei superioare (plasa Noul Roman). Satul era unitate administrativa independenta, avand conducere proprie, era condus de un comitet comunal in frunte cu judele (asa se numea in vechime primarul) si un casier comunal, acestia erau alesi de locuitorii satului, numai barbati majori, prin vot personal si deschis.
Benedict voievodul Transilvaniei (1202-1206, 1208-1209) a donat satul Feldioara mănăstirii cisterciene din Cârța, iar satul a stat sub stăpânirea mănăstirii până în anul 1477, când Matia Corvinul, regele Ungariei prin Decret, a desființat mănăstirea din cauza „moravurilor celor rele și a vieții decazute" a abaților, prin acelasi decret a dispus ca averea mănăstirii - din care facea parte si satul Feldioara sa fie trecută la prepozitura (consistorul) Bisericii Fecioarei Maria din orașul Sibiu, averea trecând în anul 1556 la fiscul ungar. În anul 1589 satul Feldioara ajunge în posesiunea lui Baltazar Báthory, care-l detine până în anul 1594, după aceasta dată nu s-au mai găsit documente.

În anul 1950, prin lege i s-a desfiintat autonomia comunala, fiind atasat din punct de vedere administrativ ca sat de comuna Viștea, iar în anul 1968 este atașat ca sat de comuna Ucea.

În legătură cu denumirea satului Feldioara facem mențiunea că toponimul „cetatea" din hotarul satului situat la distanța de aproximativ 350 m miazăzi de vatra satului, indică, cu exactitate, locul unde a fost construit în secolul al II-lea un castru roman. Toponimul „cetatea" a intrat în constiința locuitorilor odată cu zidirea castrului și i-a rămas denumirea în vorbirea curentă a acestora până azi.

## Primarii comunei
- 1996[6] - 2000 - Bârsan Vasile, de la USD
- 2000[7] - 2004 - Bârsan Vasile, de la APR
- 2004[8] - 2008 - Silea Vasile, de la PER
- 2008[9] - 2012 - Băcilă Marian Valentin, de la PNL
- 2012[10] - 2016 - Băcilă Marian Valentin, de la ACD
- 2016[11] - 2020 - Băcilă Marian Valentin, de la PNL
- 2020[12] - 2024 - Grovu Adrian Constantin, de la PNL

## Demografie
Componența etnică a comunei Ucea
     Români (87,52%)
     Romi (3,02%)
     Alte etnii (0,14%)
     Necunoscută (9,31%)
Componența confesională a comunei Ucea
     Ortodocși (87,28%)
     Penticostali (1,54%)
     Alte religii (1,58%)
     Necunoscută (9,6%)
Conform recensământului efectuat în 2021, populația comunei Ucea se ridică la 2.084 de locuitori, în scădere față de recensământul anterior din 2011, când fuseseră înregistrați 2.195 de locuitori. Majoritatea locuitorilor sunt români (87,52%), cu o minoritate de romi (3,02%), iar pentru 9,31% nu se cunoaște apartenența etnică. Din punct de vedere confesional, majoritatea locuitorilor sunt ortodocși (87,28%), cu o minoritate de penticostali (1,54%), iar pentru 9,6% nu se cunoaște apartenența confesională.

## Politică și administrație
Comuna Ucea este administrată de un primar și un consiliu local compus din 11 consilieri. Primarul, Marius-Dumitru Ștefan[*], de la Partidul Social Democrat, este în funcție din 1 noiembrie 2024. Începând cu alegerile locale din 2024, consiliul local are următoarea componență pe partide politice:
|  | Partid                          | Consilieri | Componența Consiliului | Componența Consiliului | Componența Consiliului | Componența Consiliului | Componența Consiliului |
|  | ------------------------------- | ---------- | ---------------------- | ---------------------- | ---------------------- | ---------------------- | ---------------------- |
|  | Partidul Social Democrat        | 5          |                        |                        |                        |                        |                        |
|  | Partidul Național Liberal       | 4          |                        |                        |                        |                        |                        |
|  | Alianța pentru Unirea Românilor | 1          |                        |                        |                        |                        |                        |
|  | Alianța Dreapta Unită           | 1          |                        |                        |                        |                        |                        |